# Avenue de Biolley
Pour les articles homonymes, voir Biolley.
L'avenue de Biolley (en néerlandais: de Biolleylaan) est une avenue bruxelloise de la commune de Woluwe-Saint-Pierre en impasse qui débute rue Jean Lambotte sur une longueur totale de 300 mètres.

## Historique et description

### Origine du nom
Le nom de l'avenue vient du propriétaire terrien de la rue avant sa construction.